# 圣马里亚德莱斯拉
圣马里亚德莱斯拉，是西班牙卡斯蒂利亚-莱昂莱昂省的一个市镇。 总面积13平方公里，总人口670人（001年），人口密度52人/平方公里。